# Dames brésiliennes
Pour un article plus général, voir Dames.
Les dames brésiliennes sont un jeu de stratégie combinatoire abstrait de la famille des dames. Le jeu de dames brésilien est joué principalement dans les pays de l'ex-Union Soviétique, au Brésil et au Portugal. Si l'on excepte la taille du plateau et le nombre de pions, les règles sont les mêmes que celles des dames dites internationales.

## Règles du jeu de dames brésilien

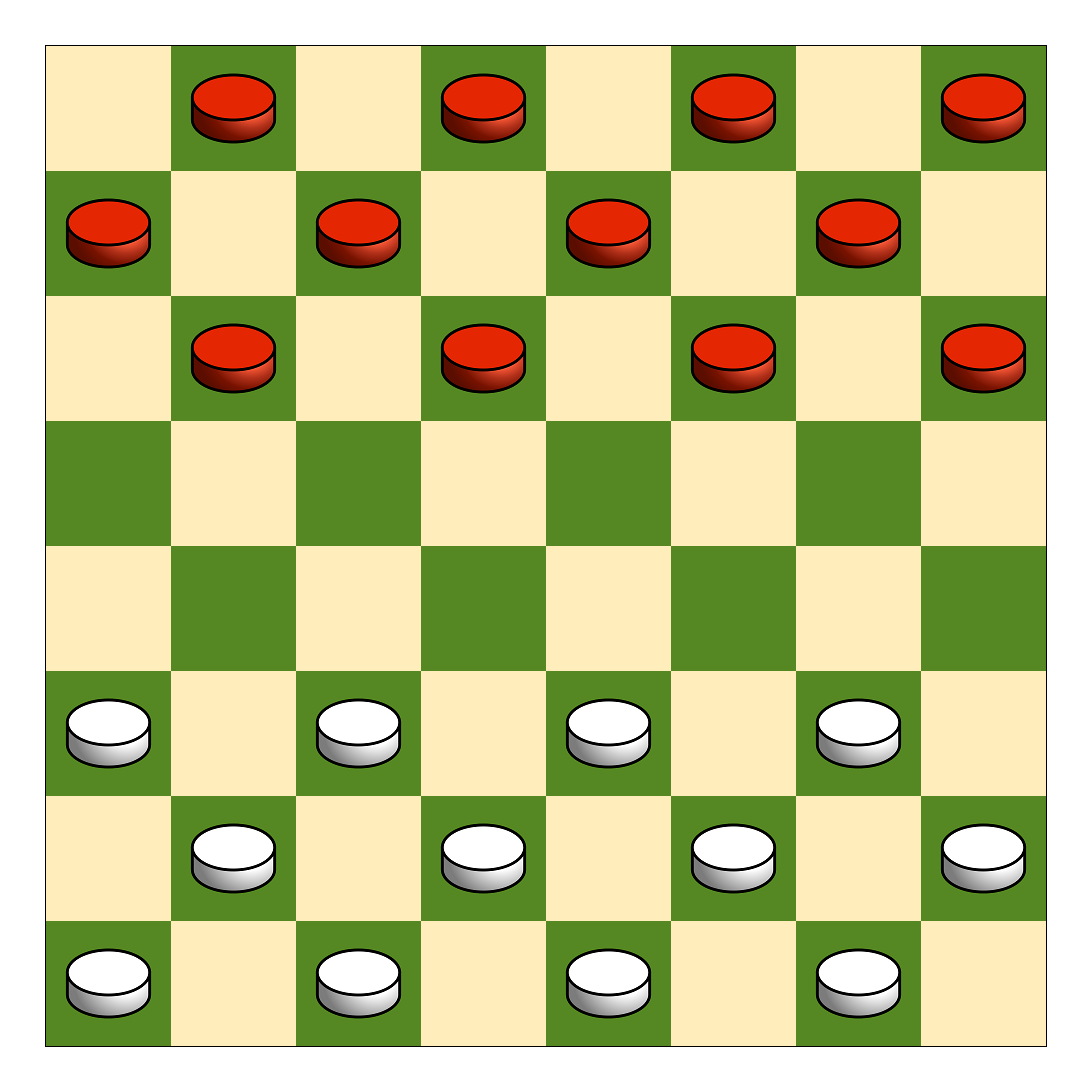
Position de départ.

- Taille du plateau : 64 cases (8 x 8) ;
- Nombre de pions : 24 (2 x 12) ;
- Orientation du plateau : grande diagonale de gauche a droite ;
- Cases utilisées : cases noires ;
- Joueur avec l'initiative : blancs ;
- Prise autorisée des pions : diagonales avant et arrière ;
- Contrainte de prise : prise majoritaire obligatoire. Ce qui le distingue des dames russes.
- Prise qualitative : facultative ;
- Dame : dame volante ;
- Retrait des pions pris : après la rafle ;
- Prise d'un même pion plusieurs fois au cours d'une rafle : interdite ;
- Promotion en passant : interdite. Ce qui le distingue aussi du dames russes.

## Notation

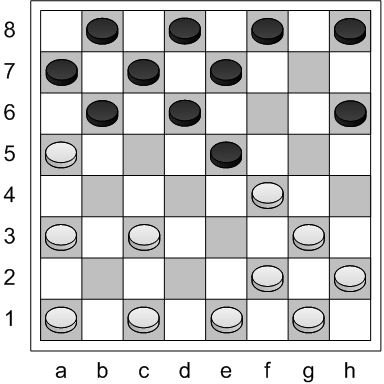
Numérotation algébrique des cases

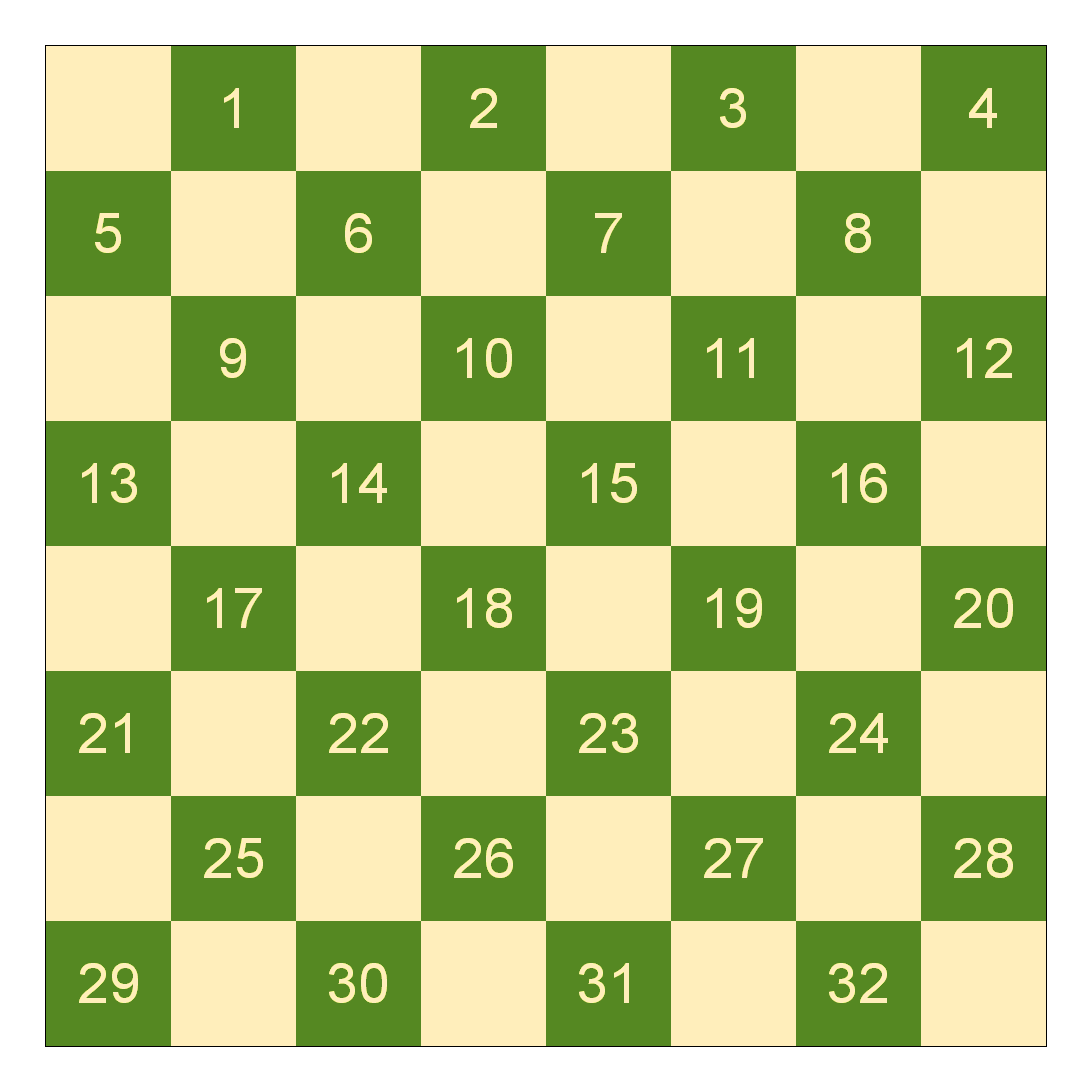
Numérotation des cases

Pour noter un mouvement il suffit d'indiquer la case de départ et la case d'arrivée de la pièce.
La notation algébrique est utilisée avec les signes conventionnels suivants :
- pour indiquer un déplacement : « – »
- pour indiquer une prise : « : » ou le symbole « x »
Exemple d'écriture d'une prise multiple de la dame : d2:g5:d8:а5
- pour indiquer un mouvement forcé (sinon perte de la partie) : * »
- pour qualifier un mouvement de fort : « ! »
- pour qualifier un mouvement de très fort : « !! »
- pour qualifier un mouvement de faible : « ? »
- pour qualifier un mouvement de très faible : « ?? »
- pour qualifier un mouvement semblant faible alors qu'il est fort : « ?! »
- pour qualifier un mouvement semblant fort alors qu'il est faible : « !? »
- pour indiquer une victoire : « + »
- pour indiquer une égalité : « = »

Une autre notation utilise les 32 cases numérotées comme dans le diagramme ci-contre.

## Compétition
- Championnat du monde de dames brésiliennes depuis 1985 ;

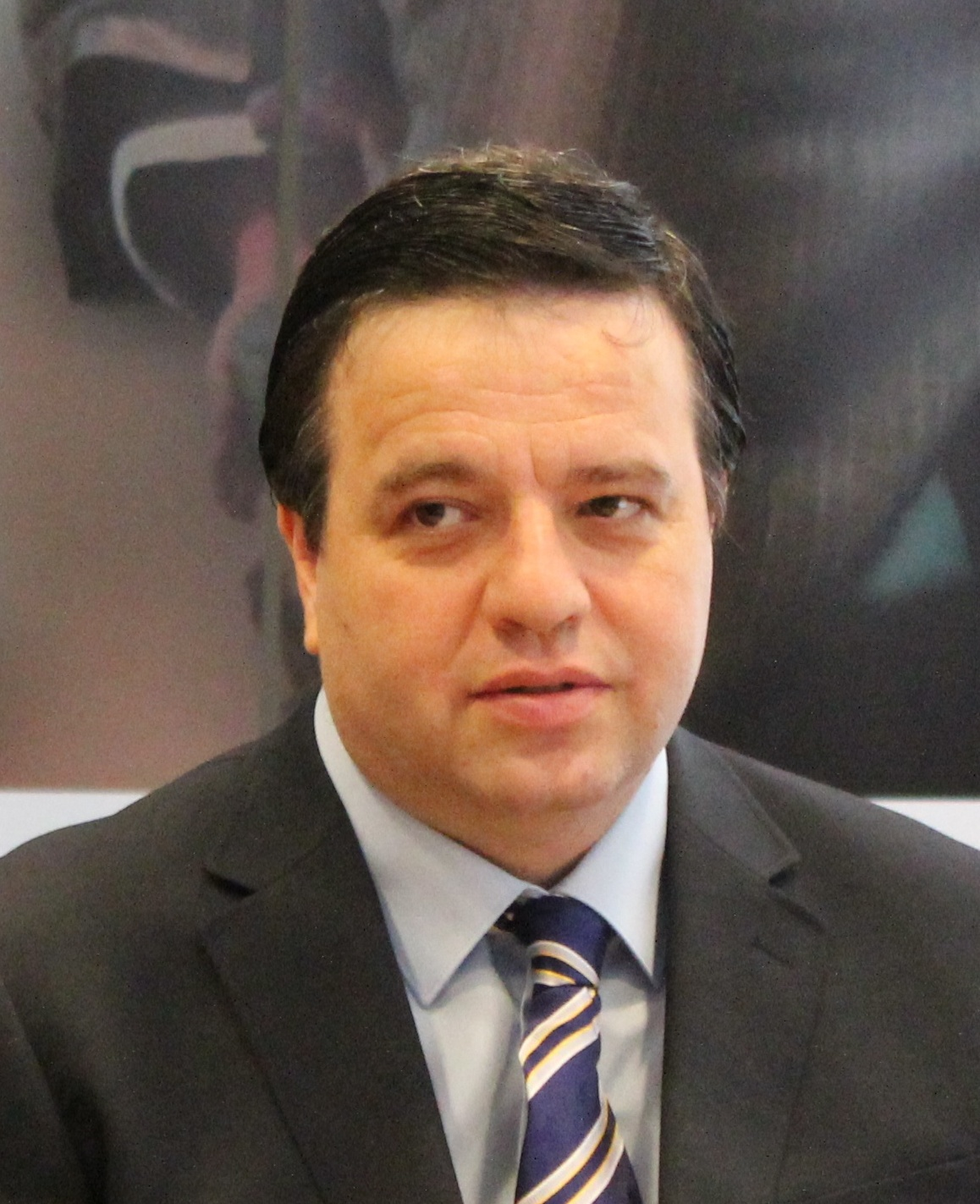
Alexander Schwarzman, champion du monde du « 64 brésilien » en 1987, 1989, 1993, 1996, 1997 et 2008.